# Łoś
Łoś (Alces) – rodzaj ssaków z podrodziny saren (Capreolinae) w obrębie rodziny jeleniowatych (Cervidae).

## Rozmieszczenie geograficzne
Rodzaj obejmuje jeden żyjący współcześnie gatunek występujący w Eurazji i Ameryce Północnej.

## Morfologia
Długość ciała (bez ogona) 240–300 cm, długość ogona 12–16 cm, wysokość w kłębie 185–210 cm; masa ciała 280–770 kg. 

## Systematyka
Rodzaj zdefiniował w 1821 roku angielski zoolog John Edward Gray w artykule poświęconym systematyce kręgowców opublikowanym na łamach The London Medical Repository. Gatunkiem typowym jest (oznaczenie monotypowe) łoś euroazjatycki (A. alces).

### Etymologia
- Alce: gr. αλκή alkē ‘łoś’[15]. Gatunek typowy (oznaczenie monotypowe): „Das Elendthier” (= Cervus alces Linnaeus, 1758).
- Alces : gr. αλκή alkē ‘łoś’[15].
- Alcelaphus: gr. αλκή alkē ‘łoś’; ελαφος elaphos ‘jeleń’[15]. Gatunek typowy (oznaczenie monotypowe): Alcelaphus alce Gloger, 1841 (= Cervus alces Linnaeus, 1758).
- Cervalces: zbitka wyrazowa nazw rodzajów: Cervus Linnaeus, 1758 (jeleń) oraz Alces J.E. Gray, 1821 (łoś)[16]. Gatunek typowy (oznaczenie monotypowe): †Cervus americanus Harlan, 1825 (= †Alces scotti Lydekker, 1898).
- Paralces: gr. παρα para ‘blisko,  obok’[17]; rodzaj Alces J. E. Gray, 1821. Gatunek typowy (oryginalne oznaczenie): Cervus alces Linnaeus, 1758.
- Praealces: łac. prae ‘przed, z przodu’[18]; rodzaj Alces J. E. Gray, 1821. Gatunek typowy (oryginalne oznaczenie): †Cervus latifrons R. Johnson, 1874.
- Libralces: łac. liber, liberi ‘dziecko’[19]; rodzaj Alces J. E. Gray, 1821. Gatunek typowy (oryginalne oznaczenie): †Libralces gallicus Azzaroli, 1952.

### Podział systematyczny
Niektóre ujęcia systematyczne wyodrębniają dwa gatunki (A. alces i A. americanus) lecz ich odrębność gatunkowa jest przedmiotem dyskusji i zachodzi potrzeba dalszych badań. Do rodzaju należy jeden występujący współcześnie gatunek:
- Alces alces (Linnaeus, 1758) – łoś euroazjatycki

Opisano również gatunki wymarłe:
- Alces brevirostris Vörös, 1985[21] (Europa; plejstocen).
- Alces carnutorum (Laugel, 1862)[22] (Europa; plejstocen).
- Alces gallicus (Azzaroli, 1952)[9] (Europa; pliocen–plejstocen).
- Alces latifrons (R. Johnson, 1874)[23] (Europa; plejstocen).
- Alces scotti Lydekker, 1898[24] (Ameryka Północna; plejstocen).